# Barra do Sana

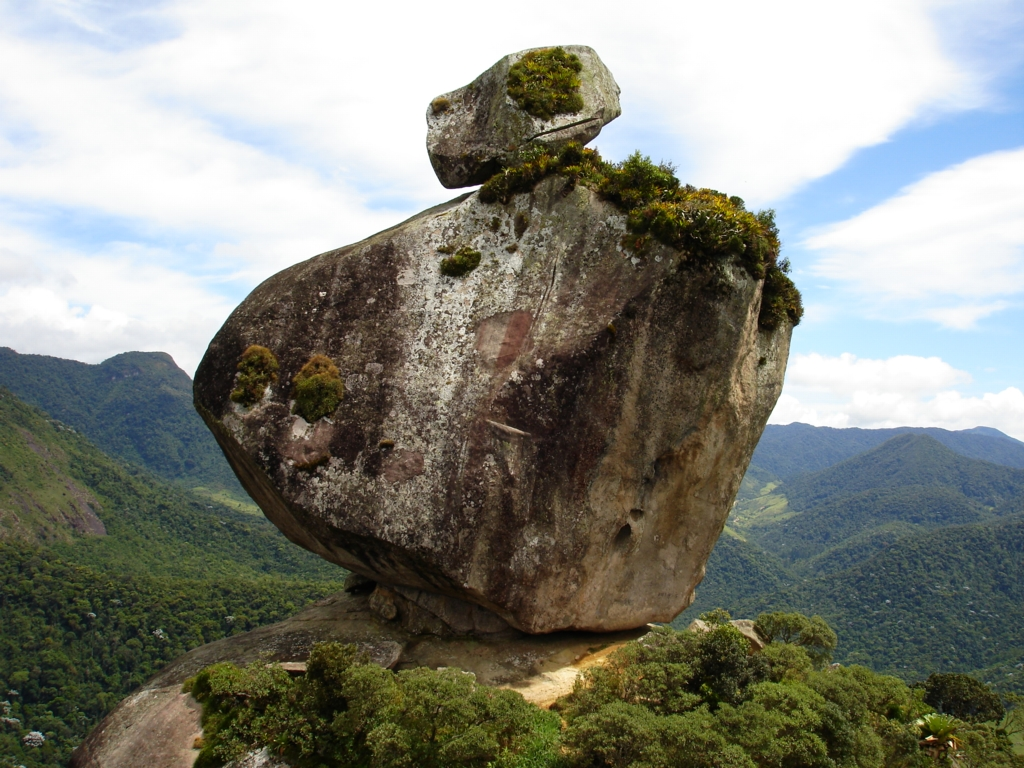
Peito do Pombo. Acesso por trilha.

Barra do Sana, também conhecido apenas como Sana, é o 8º distrito de Macaé.

## Geografia

### Localização
O distrito está situado na Serra da Macaé, entre Nova Friburgo, Casimiro de Abreu e Trajano de Moraes. Por estar localizado em altitudes que variam entre 300 e 500m, possui temperaturas entre 18°C e 24ºC na maior parte do ano e calor bem distribuído o ano inteiro. No inverno, a temperatura varia de 10ºC à 18ºC.

### Subdivisões
Pode-se dizer que o distrito do Sana é dividido em quatro bairros: Barra do Sana propriamente dito (no encontro do rio Sana com o rio Macaé); Arraial do Sana, onde se encontra a maior parte da população, Cabeceira do Sana e Bairro Boa Alegria, uma pequena vila.

### Hidrografia
No bairro de Cabeceira do Sana, nasce o rio Sana, que corta todo o distrito, recebendo em seu curso uma dezena de pequenos e médios afluentes como o Rio Peito de Pombo onde situam-se as Cachoeiras: Sete Quedas, Mãe, Pai e o Escorrega; o Rio Andorinhas, na Cabeceira do Sana, onde se encontra a Cachoeira das Andorinhas; o Rio São Bento, o Córrego da Boa Sorte com sua singela queda d'água de mesmo nome; o Córrego da Glória; e outras nascentes).

### História
Segundo pesquisas junto a moradores mais antigos, Sana foi fundada por um suíço que lhe deu o nome de Sena, em homenagem ao Rio Sena. Devido à pronúncia dos locais, acabou se transformando no nome atual.
Em 2002, uma APA foi criada pelo poder público municipal.